# Dax
Dax (en occitano: Dacs) es una comuna francesa del departamento de Landas, en la región de Nueva Aquitania. Es la subprefectura del distrito de Dax y cabecera de los cantones de Dax Nord y Dax-2.

## Toponimia
El topónimo Dax deriva del latín, ya que la ciudad se llamaba Aquae Tarbellicae (aquae = aguas) durante la República romana y el Imperio romano. De aquí se pasó a Acqs, d'Acqs y, finalmente, Dax, Dacs en gascón y Akize en euskera[cita requerida].

## Heráldica
En el escudo de armas de Dax aparece una torre (en representación de la ciudad fortificada), un león, símbolo de Aquitania, y unas ondas marinas, en representación del río Adur que discurre por ella, de su puerto fluvial y de la intensa vocación comercial y portuaria del mismo.
El lema de la ciudad, Regia Semper (siempre real), se corresponde con una ciudad libre, que tan solo reconoce la autoridad del rey y no se ha encontrado sometida a ningún poder feudal.

## Geografía
Dax está emplazada en la orilla izquierda del río Adur (aunque el barrio de Sablar se encuentra en la orilla derecha), a medio camino entre Bayona y Mont-de-Marsan.
Históricamente formó parte de la Gascuña, más exactamente de la Chalosse, aunque se halla muy próxima al Maremne y al Seignanx al sudoeste, al Marensin al nordeste y a la Gran Landa al norte. Por ese motivo recibe influencias de todos estos territorios.
Su paisaje es variado: desde las orillas del Adur hasta las colinas que, hacia el sur, se acercan al Bearn y a la Baja Navarra. Hacia el sudoeste hay suaves ondulaciones cubiertas de pinos, y hacia el norte se extienden las llanuras cubiertas por las masas boscosas de las Landas de Gascuña.

## Clima
El clima de Dax se corresponde con el de su región, marcado por la proximidad suavizadora del Océano Atlántico. Se caracteriza por veranos largos y cálidos (de primeros de junio a finales de septiembre), por otoños suaves y soleados y por inviernos y primaveras lluviosos.

## Historia

### Prehistoria
En las cercanías de Dax se han localizado diversos yacimientos arqueológicos e incluso en el centro de la ciudad, lo que atestigua la ocupación de la zona ya en época prehistórica.

### La Antigüedad
La ciudad de Dax es de origen romano. Fue creada ex novo en época del emperador Augusto, entre los años 16 - 13 aC, en el lugar donde emergen las fuentes de aguas termales, recurso natural muy apreciado por los romanos por su calor natural y sus propiedades terapéuticas. El nacimiento de Aquae Tarbellicae, nombre antiguo de Dax, se enmarca en el contexto de las reformas jurídico-administrativas llevadas a cabo por Augusto (16-13 aC), que conllevaron la creación de la provincia romana de Aquitania y la reorganización de los populi (pueblos) prerromanos de la región. En esta reorganización, los Tarbelli (Tarbelos), el pueblo aquitano que habitaba la zona de la futura Aquae Tarbellicae quedaron configurados como una nueva civitas romana, cuyo centro jurídico-administrativo se estableció en la nueva fundación romana de Aquae Tarbellicae.
Según cuenta la leyenda, un legionario romano que se encontraba de guarnición en el lugar, poseía un perro tullido a causa de afecciones reumáticas, y decidió, antes de partir en campaña, arrojar al animal a las aguas lodosas de la laguna. A su regreso comprobó, con sorpresa, que no solo el animal seguía vivo, sino que había mejorado de su enfermedad. Con esta leyenda se intenta explicar la vocación volcada a la hidroterapia de la ciudad, que fue punto de reposo de las legiones romanas y un acreditado centro termal, al que acudieron Augusto y su hija Julia, lo que contribuyó a la fama del lugar.
Debido a la situación geográfica de Dax, rápidamente se convirtió en un importante centro comercial. El año 297 Dax aparece indicada en la llamada Lista de Verona. Perteneciente a la Novempopulania, aparece denominada como Civitas Aquensium.
Hacia mediados del siglo III ya se había fundado la diócesis de Dax, siendo su primer obispo San Vicente de Xaintes, mártir.
En razón de la inestabilidad de la época, Dax, como muchas otras ciudades del imperio, edificó unas murallas en el siglo IV, de 1465 m de longitud, que protegían un área de 12 a 13 hectáreas.
A la caída del Imperio romano por las invasiones bárbaras, los visigodos se hicieron dueños del lugar, incorporándolo al Reino visigodo de Tolosa. Previamente había sido asaltado por los vándalos.
Posteriormente fue ocupado por los francos, los musulmanes y los vikingos.

### Alta Edad Media
Los pocos datos que se conocen de Dax de esta época indican que era la capital del vizcondado de Dax, que existió entre finales del siglo X y el año 1137.

### Baja Edad Media y dominio inglés
En 1152 Luis VII de Francia se divorció de Leonor de Aquitania que, en tanto que duquesa de Aquitania era la soberana de Dax. Ese mismo año contrajo matrimonio con Enrique Plantagenet (más tarde rey de Inglaterra como Enrique II), conde de Anjou, Maine y Turena, aportando como dote Aquitania, Guyena y Gascuña. Por esta vía, Dax pasó a pertenecer al reino de Inglaterra, lo que abrió un importante contencioso entre Francia e Inglaterra.
El dominio inglés sobre la región duró hasta 1453, cuando, a causa de la Guerra de los Cien Años, la zona pasó a poder de Francia. Anteriormente, Dax había sufrido un primer asedio y conquista por los franceses en 1442. En este primer sitio, los jefes del ejército sitiador eran Carlos VII de Francia y su hijo, el Delfín, el futuro Luis XI de Francia. Sin embargo, la ciudad se sublevó casi inmediatamente después de la salida del ejército francés, lo que hizo necesario un segundo asedio por parte de los franceses, el 8 de julio de 1451, tras cuya conquista la ciudad ya no saldría de las manos de los franceses.
Debido a que Dax se hallaba en pleno Camino de Santiago, era un importante punto de atracción de los peregrinos en ruta hacia Santiago de Compostela. A la prosperidad económica de la ciudad contribuía igualmente su ubicación a orillas del Adur, en las cercanías de Bayona, y la antigua vía comercial que desde Dax, cruzando los Pirineos, se dirigía hacia Pamplona. En marzo de 1368 la ciudad recibió el privilegio de poder celebrar un mercado de carácter semanal.
Testimonio del auge de la ciudad son las diversas construcciones efectuadas en esta época, como la Catedral de Notre-Dame de Dax, edificada en el siglo XII (arruinada en el siglo XVII, solo subsisten fragmentos), el Palacio Episcopal, el claustro o los diversos monasterios que tuvo. También el edificio del Ayuntamiento de Dax (la alcaldía de Dax es de las más antiguas de Francia, existente sin interrupción desde 1189).

### ElsigloXVI
El siglo XVI supone para Dax, habida cuenta de la proximidad a la frontera española y a los enfrentamientos entre ambos países, una época de inestabilidad. Por ejemplo, fue sometida de nuevo a un asedio, esta vez a manos de un ejército español, en 1521-1522. En la segunda mitad del siglo, el panorama se complicó debido a las Guerras de religión de Francia, a la aparición de epidemias y a un declive económico generalizado.
A finales de siglo, en 1581, nació en el muy cercano Pouy Vicente de Paúl, quien efectuó sus primeros estudios precisamente en Dax, antes de continuarlos en Toulouse.

### ElsigloXVII
Durante el siglo XVII, como lo prueban diversas construcciones civiles de la ciudad, ésta conoce un cierto despegue económico. Por otra parte, la vocación termal de la ciudad se pone de nuevo de manifiesto con la llegada a Dax del Cardenal Mazarino en 1659, siendo también elegida como el lugar en el que Luis XIV de Francia hizo etapa en su viaje para recibir a su prometida María Teresa de Austria, con quien contrajo matrimonio en San Juan de Luz.

### ElsigloXVIII
En el siglo XVIII, la elite de la sociedad de Dax, como corresponde al espíritu del siglo, se volcó hacia la idea del conocimiento científico. Ese espíritu contribuyó a la formación de Jean-Charles de Borda, nacido en Dax en 1733, famoso matemático y físico, que entró a los 23 años de edad en la Academia de las Ciencias Francesa.

### De la Revolución francesa al presente
Durante la Revolución francesa, Dax pareció poco interesada en el curso de los acontecimientos, si bien la burguesía local se unió a la Revolución.
La creación de los departamentos en Francia como nueva estructura administrativa y política supuso una oportunidad perdida para Dax. En efecto, se decidió la creación del departamento de Landas, que iba a incluir a la mayor parte de la antigua Gascuña (a excepción de Bayona, que pasó a Bajos Pirineos) y Dax, en función de su importancia, podía aspirar a convertirse en capital del nuevo departamento. Sin embargo, en 1790 la decisión que tomó la Asamblea Nacional francesa fue la de otorgar la capitalidad del mismo a Mont-de-Marsan, en detrimento de Dax, siendo que la elegida era por entonces una modesta localidad en el este del nuevo departamento. Una leyenda popular de Dax afirma que Roger Ducos, el representante de Dax en la Asamblea, se hallaba en un burdel en la calle de Saint-Luc mientras se desarrollaba el debate y la votación sobre el tema. En cualquier caso, Dax solo logró ser capital del arrondissement de Dax. Napoleón I se planteó transferir la capitalidad departamental a Dax, pero finalmente desistió de ello en razón de la proximidad de la ciudad a la frontera española.
El termalismo, que había ido entrando lentamente en declive en los siglos anteriores, conoció un nuevo período de auge durante el Segundo Imperio Francés y especialmente a raíz de la construcción del ferrocarril París-Burdeos-Dax-Irún, que convirtió a la ciudad en un importante nudo ferroviario, con la construcción de un ramal Dax-Tarbes.
En el siglo XIX, Dax destruyó las murallas, así como el castillo de Dax, medieval, con la finalidad de evitar el encorsetamiento que ambos, ciudad y castillo, suponían para el crecimiento previsto de la ciudad. En su lugar se construyeron suntuosos edificios nuevos en estilo Art decó, con la finalidad de atraer al turismo de lujo. Es el caso del Casino o del Hotel Splendid, construidos con planos del arquitecto Roger-Henri Expert en 1928-1932.

## Administración
| Legislatura | Nombre                 | Grupo |
| ----------- | ---------------------- | ----- |
|             |                        |       |
| 1959-1977   | Max Moras              | RPR   |
| 1977-1995   | Yves Goussebaire-Dupin | UDF   |
| 1995-2008   | Jacques Forté          | UMP   |
| 2008-       | Gabriel Bellocq        | PS    |

## Demografía
| 3 391 | 3 398 | 3 179 | 4 948 | 5 842 | 4 776 | 5 615 | 5 805 | 6 125 | 9 856 | 9 469 | 9 062 | 10 250 | 10 218 | 10 858 | 10 240 | 10 196 |
| Para los censos de 1962 a 1999 la población legal corresponde a la población sin duplicidades (Fuente: INSEE [Consultar]) |       |       |       |       |       |       |       |       |       |       |       |        |        |        |        |        |

| 10 329 | 11 210 | 11 387 | 11 047 | 12 385 | 12 663 | 13 056 | 14 113 | 14 557 | 17 051 | 19 348 | 19 137 | 18 648 | 19 309 | 19 515 | 20 860 | 20 299 | 20 891 | 20 843 |
| Para los censos de 1962 a 1999 la población legal corresponde a la población sin duplicidades (Fuente: INSEE [Consultar]) |        |        |        |        |        |        |        |        |        |        |        |        |        |        |        |        |        |        |

## Economía
La economía de Dax reposa en el sector terciario. El turismo se ve favorecido por el termalismo y por la propia situación geográfica de la comuna, en pleno centro de las Landas, muy próxima a las playas y a España. Por esos motivos hay una gran abundancia de establecimientos dedicados a la restauración o la hotelería. Dax recibe además unos 55.000 turistas al año relacionados con el termalismo, lo que convierte a la ciudad en la primera estación termal de Francia, por delante de Vichy o Vittel.
Sin embargo, el sector secundario, la industria, está igualmente presente, atraída especialmente por la facilidad de las comunicaciones de Dax con ferrocarril convencional, Train à Grande Vitesse, carretera y autopista. De este modo, las industrias de la ciudad producen las 1.500 tm anuales de fangos necesarios para la industria termal, refinan unas 50.000 tm anuales de sal extraída en las cercanías, embotellan 25 millones de botellas de agua mineral al año, elaboran 20.000 toneladas de plásticos anuales, la cuarta parte con destino a la exportación, o fabrican 270 millones de m² de papel al año, el 60% destinado a la exportación.

## Educación
Dax, en tanto que centro de una conurbación que cuenta con unos 60.000 habitantes, dispone de una amplia red de establecimientos educativos, como diez parvularios, nueve escuelas primarias de titularidad pública y otras dos privadas, así como de dos escuelas secundarias y un liceo público, vinculado a la Academia de Burdeos y que es el segundo de la misma en número de alumnos. Hay igualmente diversos centros de formación profesional, así como un centro concertado de carácter confesional.

Por lo que se refiere a los estudios universitarios, Dax cuenta con un centro de enseñanza de Enfermería, así como varios centros de estudios técnicos superiores. Cuenta con un Instituto del Termalismo, vinculado a la Université Bordeaux II.

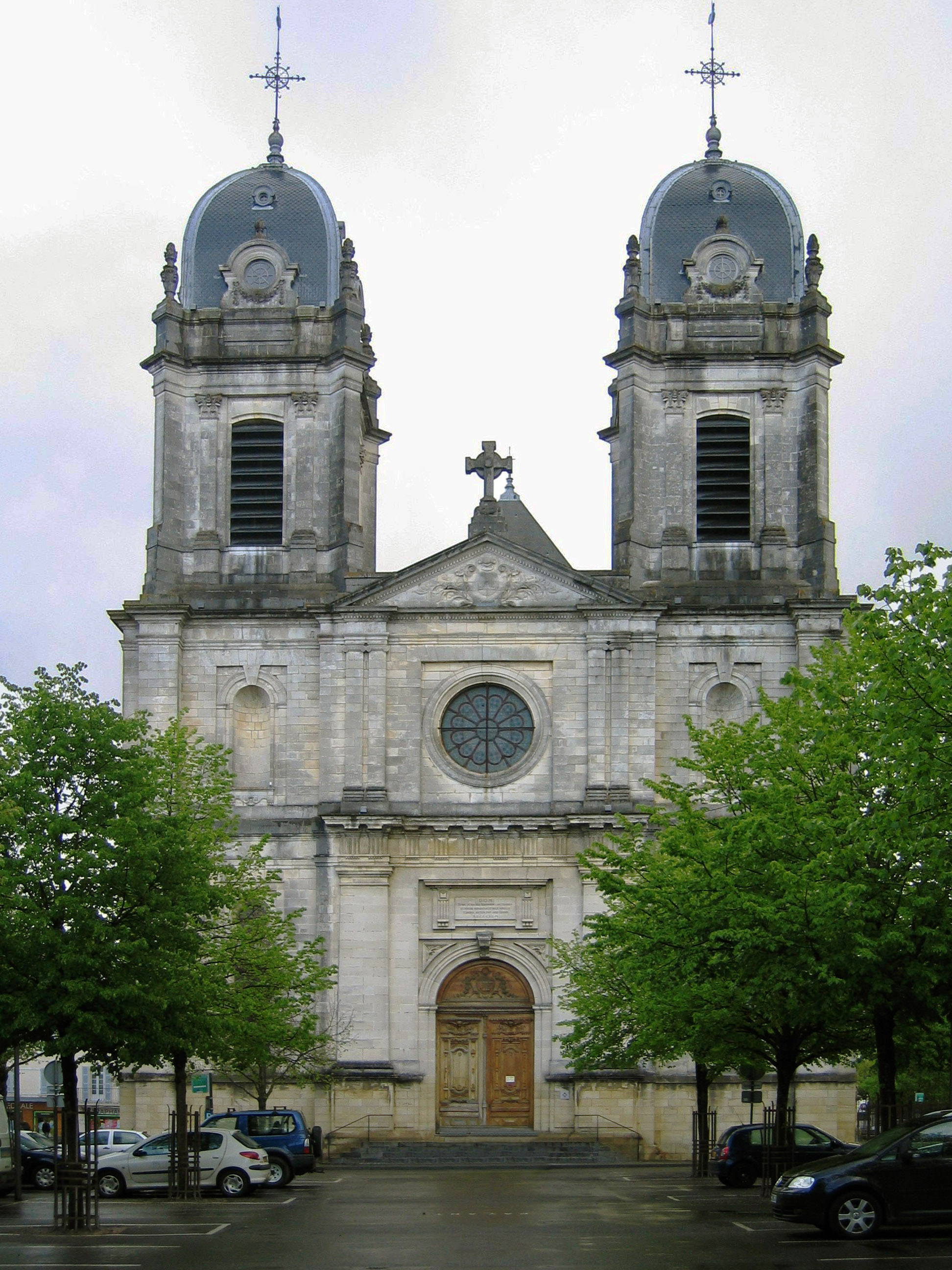
Fachada de la catedral de Dax.

## Patrimonio artístico y cultural

### Patrimonio arquitectónico
- Cripta arqueológica romana.
- Recinto galorromano de Dax.
- Capilla de los Carmes.
- Catedral de Nuestra Señora (Dax).
- Iglesia de Saint-Vincent-de-Xaintes.
- Hôtel thermal Imperial des Baignots.
- Hôtel de Saint-Martin-d'Agès.
- Diversos Hôtels particulares.
- El centro histórico de la ciudad.
- Fuente de la Nèhe (o Fontaine Chaude).
- Splendid Hôtel.
- Hôtel les Thermes.
- Monumento pacifista a los muertos, de Ernest Gabard.
- Atrium y Casino.
- Pont Vieux.
- Arènes (plaza de toros).
- Trou des Pauvres.

### Museos
- Museo Jean-Charles de Borda.
- Museo Georgette Dupouy.
- Museo del Helicóptero.

### Parques y jardines
- Parc du Sarrat.
- Bois de Boulogne.
- Parc Théodore Denis.

## Celebridades
- Vicente de Paúl (1581-1660), fundador de la Congregación de la Misión.
- Jean-Charles de Borda (1733-1799), matemático y miembro de la Academia de las Ciencias Francesa.
- Roger Ducos (1747-1818), político y miembro del Directorio.
- René de Castéra (1873-1955), compositor.
- Léon Gischia (1903-1991), pintor.
- Martin Veyron (1950- ), dibujante de historietas.
- Serge Pérez (1964- ), escritor de literatura juvenil.

## Ciudades hermanadas
- Logroño, La Rioja, España.